# Lo Faro (Alt Àneu)
Lo Faro és una muntanya de 2.109 metres que es troba al municipi d'Alt Àneu, a la comarca del Pallars Sobirà.